# Lehtosaaret (ö i Kajanaland, Kehys-Kainuu, lat 63,96, long 30,09)
Lehtosaaret är en ö i Finland. Den ligger i sjön Kälkänen och i kommunen Kuhmo i den ekonomiska regionen  Kehys-Kainuu  och landskapet Kajanaland, i den östra delen av landet, 500 km nordost om huvudstaden Helsingfors. Öns area är 4,1 hektar och dess största längd är 320 meter i sydöst-nordvästlig riktning.  Notera att namnet antyder att det är fråga om flera öar.